# Salisbury and Albert Railway
Die Salisbury and Albert Railway war eine Eisenbahngesellschaft in New Brunswick (Kanada). Sie wurde am 13. April 1864 zunächst als Albert Railway gegründet. Die Strecke sollte Minen bei Hillsborough und Albert an die Hauptstrecke der European and North American Railway anbinden. Der Baubeginn verzögerte sich und so wurde erst am 11. November 1876 der Abschnitt von Salisbury bis kurz hinter Turtle Creek (knapp 18 Kilometer) eröffnet. Am 27. Januar 1877 ging die Verlängerung bis Hillsborough in Betrieb, wo zwei Pferdebahnen anschlossen, die nahe Minen bedienten. Der restliche Abschnitt bis Albert wurde schließlich am 4. Oktober 1877 feierlich eröffnet. Die Gesamtlänge der normalspurigen Strecke betrug 72,03 Kilometer.
1878 gründeten lokale Investoren die Harvey Branch Railway, die die Strecke über Albert hinaus bis Harvey verlängern sollte. Diese rund fünf Kilometer lange Bahn ging Mitte der 1880er Jahre in Betrieb. Am 10. Oktober 1889 fusionierten die beiden Gesellschaften zur Salisbury and Harvey Railway (S&H). Ab 1888 schloss in Harvey die Strecke der Albert Southern Railway an, die zumindest bis Albert die Gleise der S&H mitbenutzte.
Ein schwarzer Tag für die Bahn war der 29. Juni 1894. Unter einem Personenzug brach an diesem Tag die Brücke über den Shepody River zwischen Albert und Harvey Junction zusammen, wodurch ein Fahrgast leicht verletzt wurde. Daraufhin wurde die Strecke Albert–Harvey stillgelegt und 1909 der Unternehmensname schließlich in Salisbury and Albert Railway geändert. Da der Zustand der Strecke sich aufgrund fehlender Unterhaltsmittel immer weiter verschlechterte, aufgrund der Minen jedoch eine Bahnanbindung notwendig war, erwarben 1918 die Canadian Government Railways die Bahn, die noch im gleichen Jahr in den Canadian National Railways aufgingen. 1920 wurde die baufällige Brücke über den Petitcodiac River bei Salisbury ersetzt und auch die übrige Trasse repariert.
Nachdem schon 1936 der Personenverkehr zwischen Hillsborough und Albert auf einen wöchentlich verkehrenden gemischten Zug reduziert wurde, legte man am 31. März 1955 diesen Abschnitt komplett still. Auch auf dem übrigen Streckenabschnitt fand danach kein Personenverkehr mehr statt. Am 28. Mai 1982 kam auch das Aus für den Abschnitt von Price bis Hillsborough. Zwischen Baltimore und Hillsborough blieben die Gleise jedoch intakt und die Salem and Hillsborough Railroad betreibt auf diesem Stück eine Touristenbahn. Schließlich legte die Canadian National am 17. Juli 1987 auch den übrigen Abschnitt bis Price still.